# Jørgen Bo
Jørgen Bo (født 8. april 1919, død 9. juli 1999) var en dansk arkitekt, og professor ved Det Kongelige Danske Kunstakademis arkitektskole.
Fra 1957 delte han tegnestue med Vilhelm Wohlert under navnet Bo og Wohlert. De tegnede blandt andet bygningen til kunstmuseet Louisiana i Humlebæk.

## Anerkendelse
- 1959 – Eckersberg Medaillen
- 1983 – C.F. Hansen Medaillen
- ? 00 – Ridder af 1. grad af Dannebrog